# Bartolomé de las Casas
Bartolomé de las Casas (Sevilla, 1484 – Madrid, 1566. július 18.) spanyol származású misszionárius, a San Cristóbal de las Casas-i egyházmegye püspöke, dominikánus szerzetes, az indiánok védője.

## Gyermek- és ifjúkora (1502-ig)
Bartolomé de las Casas 1484-ben született Sevillában.
Egyszerű körülmények között nőtt fel. Apja, Pedro de las Casas, kereskedő volt, édesanyja egy kis pékséget működtetett. Először a sevillai székesegyházi iskolába járt, majd régi nyelveket, történelmet és filozófiát tanult. 1502-ben klerikus lett: felvette a tonzúrát és a kisebb egyházi rendeket.
Apja és nagybátyja részt vettek Kolumbusz második nagy felfedező útján (1493-96), és eljutottak a közép-amerikai Hispaniolába. Hazafelé az apa egy indián rabszolgafiút hozott ajándékba az akkor 14 éves Bartoloménak. A két gyermek között, a társadalmi különbség ellenére, barátság szövődött. – És bár I. Izabella királynő hamarosan jogtalannak nyilvánította az indiánok rabszolgasorsba vetését, az indián fiú csak tizennyolc hónap múlva térhetett vissza hazájába. Las Casas egy későbbi írásában megemlíti, hogy néhány év múlva újra találkoztak és beszélgettek egymással Hispaniolában. Feltételezhető, hogy ez serdülőkori barátság szerepet játszhatott abban, hogy Las Casas további élete során érzékennyé vált a bennszülöttek problémái iránt.

## Gyarmatosítóként Hispaniola szigetén (1502-1511)

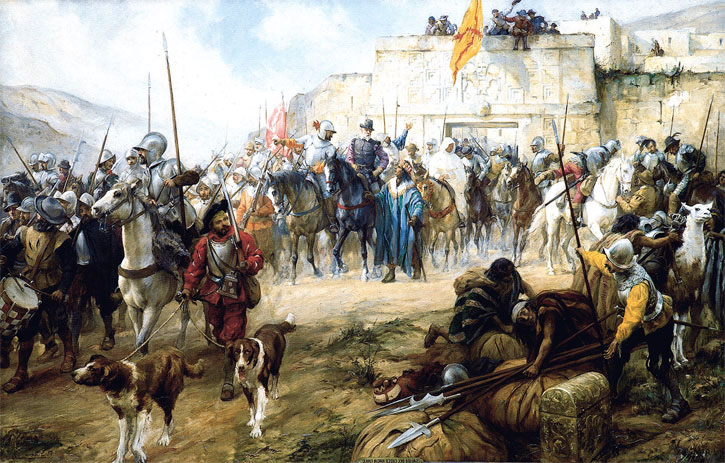
Spanyol konkvisztádorok a 16. században

Las Casas visszaemlékezéseiben leírta, hogy gyermekkorában rendkívüli hatást gyakorolt rá Amerika felfedezése, és az, hogy olyan spanyol férfiak, mint az apja vagy nagybátyja vettek részt az új kontinens meghódításában. 1502. február 23-án ő is elindult Nicolás de Ovando flottájával (32 hajó 2500 emberrel) az Újvilágba, hogy Hispaniolában (ma: Haiti és a Dominikai Köztársaság) telepedjék le.
Katonaként vett részt két hadjáratban, melyek azt célozták, hogy a sziget utolsó szabad taino indiánjait is spanyol uralom alá vessék. Szolgálataiért egy birtokot, „encomiendá”-t, vagyis egy területet kapott a hozzárendelt indiókkal együtt, akik az ő számára dolgoztak, azalatt is, amíg ő 1506-tól két éven át Rómában tartózkodott, ahol folytatta a már korábban megkezdett teológiai tanulmányait. Rómában szentelték pappá 1507-ben. Ezután visszatért hispaniolai birtokára.

## Kuba meghódítása (1511)

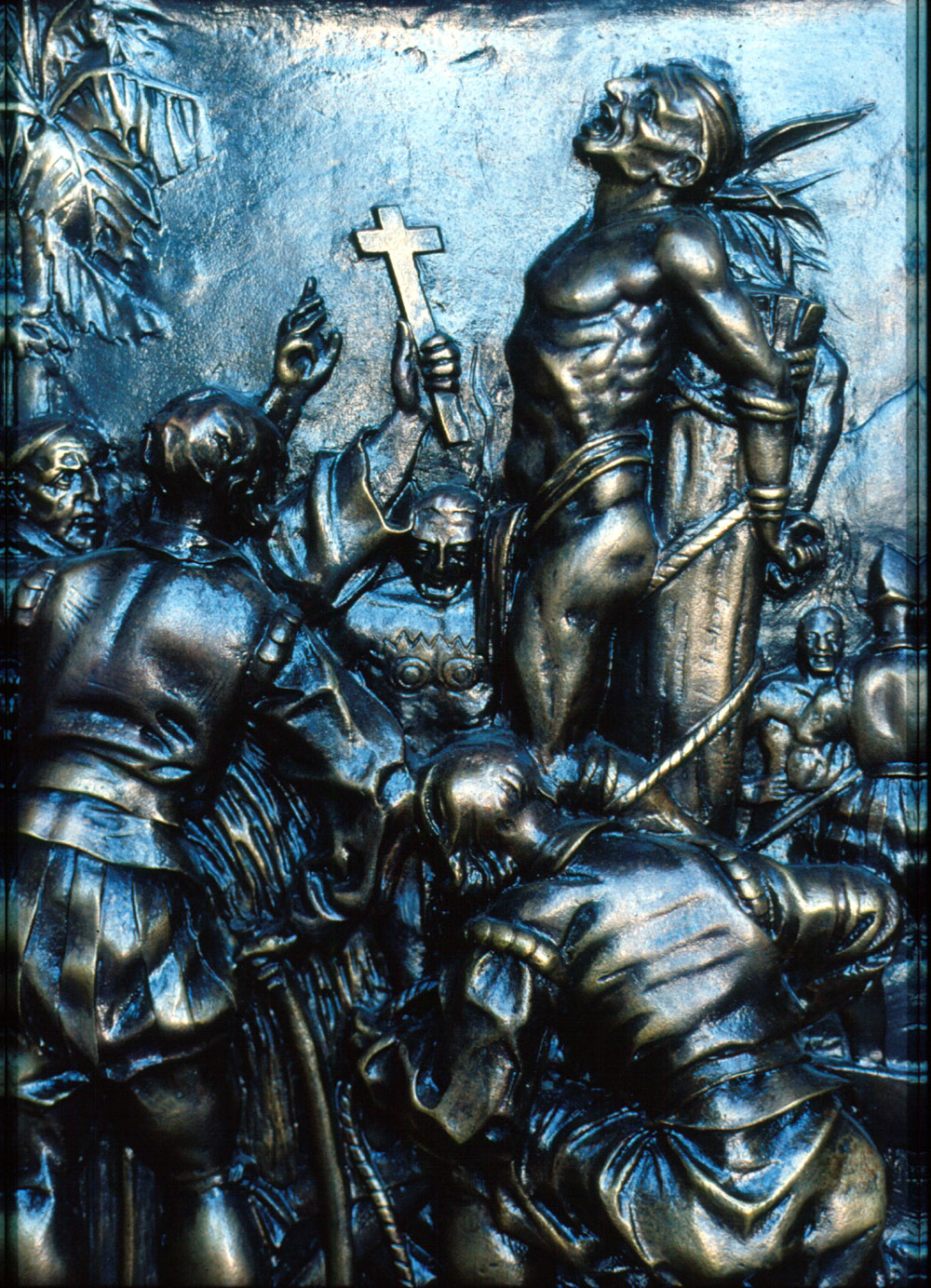
Hatuey megégetése. Dombormű Havannában

1511-ben már tábori papként vett részt Kuba meghódításában. A spanyol flotta Diego Velázquez de Cuéllar vezetésével érte el a szigetet Puerto Palmas közelében, ahol a taino indiánok heves ellenállásába ütköztek. Végül azonban a bennszülöttek nem tudták tartani magukat a sokkal jobb fegyverekkel rendelkező spanyol katonákkal szemben. A konkvisztádorok elfogták Hatuey-t, az indiók vezetőjét, és elevenen megégették.
Las Casas később így számolt be erről az esetről: „Kivégzése előtt egy ferences barát megkérdezte Hatueytől, nem akar-e megkeresztelkedni, hogy a halála után a mennybe juthasson. Hatuey egy kicsit elgondolkozott, majd megkérdezte, a keresztények az égbe jutnak-e. A barát azt felelte: igen, ha jó keresztények. Erre Hatuey gondolkodás nélkül így válaszolt: akkor nem akar a mennybe jutni, mert nem szeretne a túlvilágon is ilyen borzasztó embereket látni és köztük lenni.”
Megírta, hogy a terület elfoglalása után Diego Velázquez „egy nagy és szép falut” adományozott neki Kubában, s hozzá indiánokat. Egy társával együtt gazdálkodott ezen a birtokon (encomiendán). A rendelkezésére bocsátott indiánok egy része az ültetvényeken, mások pedig aranybányákban dolgozott.

## A változás éve (1515)
Amikor a dominikánus misszionáriusok 1510-ben megérkeztek az Újvilágba, megdöbbenve tapasztalták azt a kegyetlenséget, ahogy a spanyolok az bennszülöttekkel bántak. Prédikációikban rendszeresen ostorozták a spanyol hódítókat az őslakossággal szemben elkövetett igazságtalanságok és embertelenségek miatt. Egy ilyen beszédre került sor 1511 decemberében is, advent negyedik vasárnapján, Santo Domingóban, a mai Dominikai köztársaság fővárosának főtemplomában. Antionio de Montesinos dominikánus szerzetes tette fel a kérdést a jelenlévő spanyol katonáknak és telepeseknek:

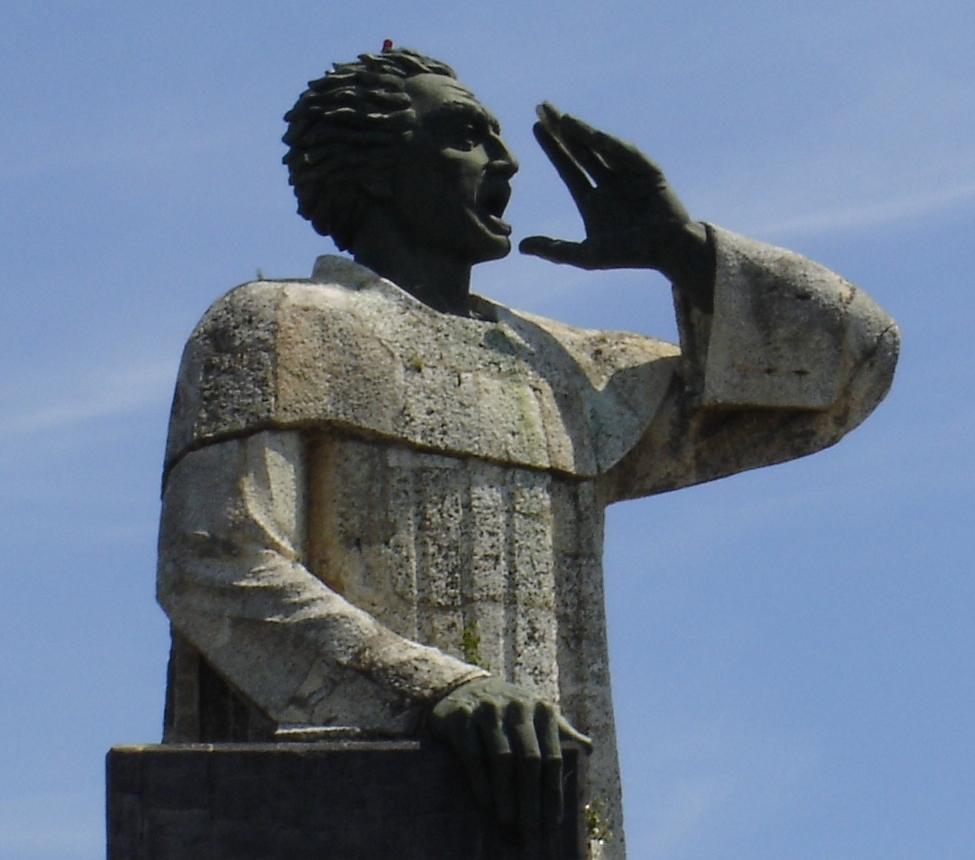
Antonio de Montesinos szobra Santo Domingóban

„Milyen jogon és milyen igazságosság alapján tartjátok ezeket az indiókat ilyen szörnyű és borzasztó szolgaságban? Milyen felhatalmazás alapján hajtottátok véres harcok árán hatalmatok alá ezeket a népeket, akik eddig nyugalomban és békében éltek földjeiken? Milyen jogon kínoztatok és gyilkoltatok meg számtalan embert? Elnyomjátok és gyötritek őket, nem adtok nekik enni, és nem gyógyítjátok a betegségeiket, melyek az általatok rájuk kényszerített mértéktelen munka következtében sújtják őket és okozzák halálukat. Pontosabban: ti ölitek meg őket, hogy meglegyen a mindennapi aranyatok. … Ők talán nem emberek? Nem értelmes lények? Velük szemben nem kell megtartani és teljesíteni a felebaráti szeretetet és az igazságosság parancsait?! ... Nem vagytok kötelesek úgy szeretni őket, mint saját magatokat?!”

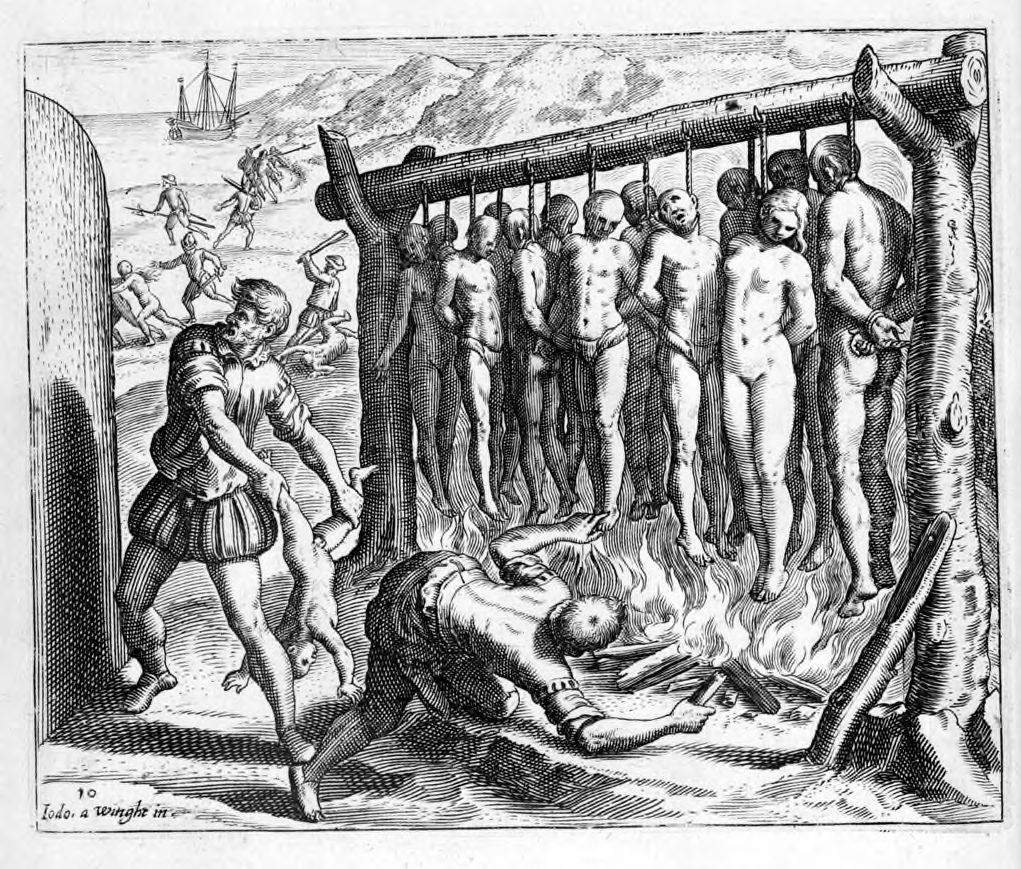
Spanyolok kegyetlenkedései Kubában

A dominikánusok megtagadták a feloldozást azoktól a gyónóktól, akik indiánokat rabszolgasorsban tartottak. Így járt Las Casas is, amikor gyónni ment egy dominikánus szerzeteshez, hiszen ő is indiókat dolgoztatott a földjein és a bányákban. Las Casas maga írta le, hogy ez a beszéd és a föloldozás megtagadása ösztönözte arra, hogy átgondolja eddigi életmódját.
„Néhány napon át erről gondolkodtam, és napról-napra megerősödött bennem a meggyőződés, hogy minden, amit ezen a vidéken az indiánokkal szemben elkövettek, igazságtalan és zsarnoki volt.” Ennek ellenére tovább gazdálkodott telepesként a birtokán, egészen 1514-ig, mikor megérett benne a döntés: lemondott a birtokáról, indiánjait visszaadta Kuba kormányzójának, és 1515 nyarán elhagyta a szigetet. További életét elsősorban az indiánok védelmének szentelte.

## Az első sikerek a spanyol királyi udvarban (1515–1516)

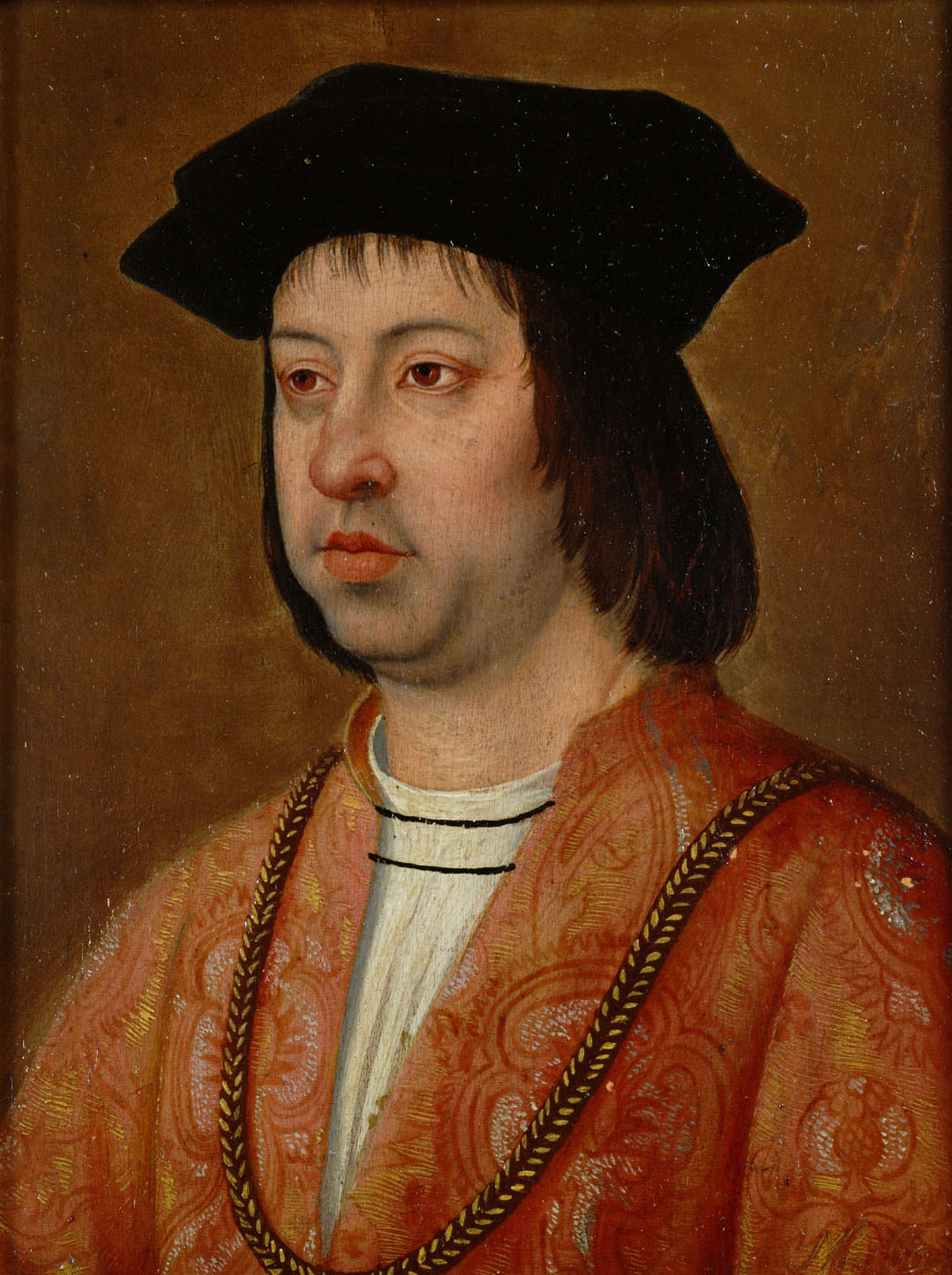
II. Ferdinand aragóniai király

II. Ferdinánd aragóniai király 1512-ben hirdette ki a Burgosi törvényeket (Leyes de Burgos). Ebben ugyan törvényesnek jelentette ki a telepek (encomiendák) létesítését, ugyanakkor azonban korlátozta az amerikai őslakosság elnyomásának a lehetőségét. Például megtiltotta, hogy tizennégy évnél fiatalabb gyermekeket kényszermunkára kötelezzenek; a kényszermunka maximális időtartamát pedig évente kilenc hónapra korlátozta; és más előírásokat is tartalmazott az indiók védelmében.

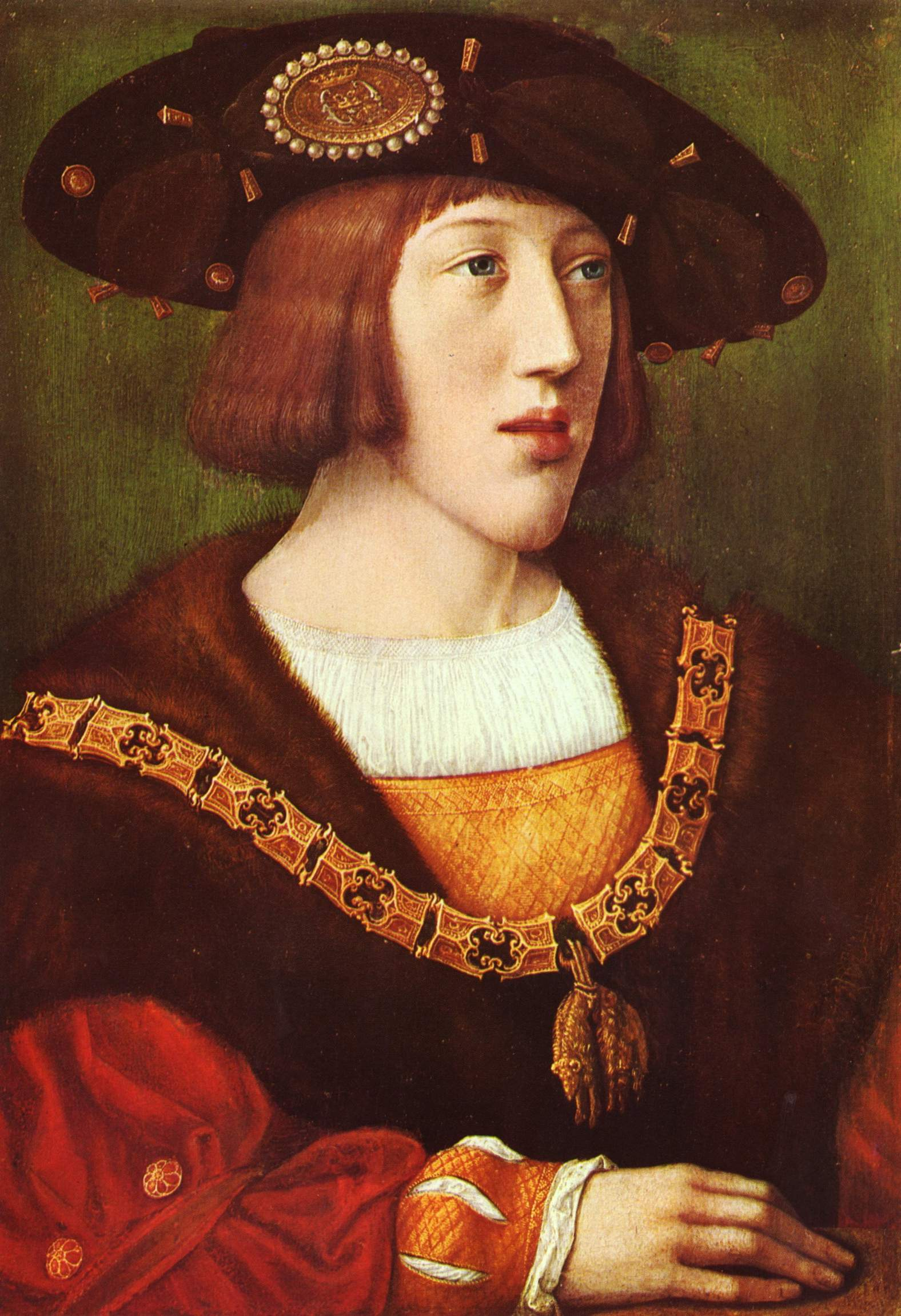
A fiatal I. Károly

Las Casas azonban nem találta elegendőnek az indióknak e törvény által biztosított jogait. Ezért szállt hajóra 1515-ben, s indult vissza Spanyolországba, együtt azzal az Antón Montesinóval, akinek 1511-es adventi beszéde olyan nagy hatást gyakorolt rá.
A sevillai érsek közvetítésével sikerült elérnie, hogy kihallgatást kapjon a királytól. Az 1515 decemberében folytatott rövid találkozón arról állapodtak meg, hogy a következő évben folytatják a beszélgetést. Erre azonban már nem kerülhetett sor, mivel II. Ferdinánd 1516 januárjában elhunyt.
Ferdinándot a 16 éves I. Károly követte a trónon, aki később V. Károly német-római császár néven vonult be a történelemkönyvekbe. Amíg el nem érte a nagykorúságot, Kasztília hivatali ügyeit Jiménez de Cisteros kardinális intézte.
Las Casas Madridba ment, hogy meggyőzze az érseket és az udvart az általa képviselt ügy fontosságáról. Több beszélgetésben és emlékeztető iratban mindenekelőtt az indiók megfelelő életkörülményeinek a megteremtését szorgalmazta, a kielégítő táplálkozásukat és orvosi ellátásukat. Elérte, hogy 1516. szeptember 17-én „Nyugat-India (Karib szigetek) összes indiójának egyetemes prokurátorává” nevezték ki. Ennek révén a hivatalosan is képviselhette a bennszülöttek érdekeit a király és az Indiák tanácsa (Consejo de Indias) előtt.

## Az első nehézségek az Újvilágban (1516–1522)
Las Casasnak azt is sikerült elérnie, hogy bizottságot állítsanak fel a Hispaniolán történt visszaélések kivizsgálására. 1516-ban novemberében szálltak tengerre. Megérkezésüket követően azonban a helyiek ellehetetlenítették a bizottság hatékony munkáját azáltal, hogy a bizottság négy szerzetes tagját maguk pártjára állították. Ezért Las Casas 1517-ben eredménytelenül tért vissza Spanyolországba.

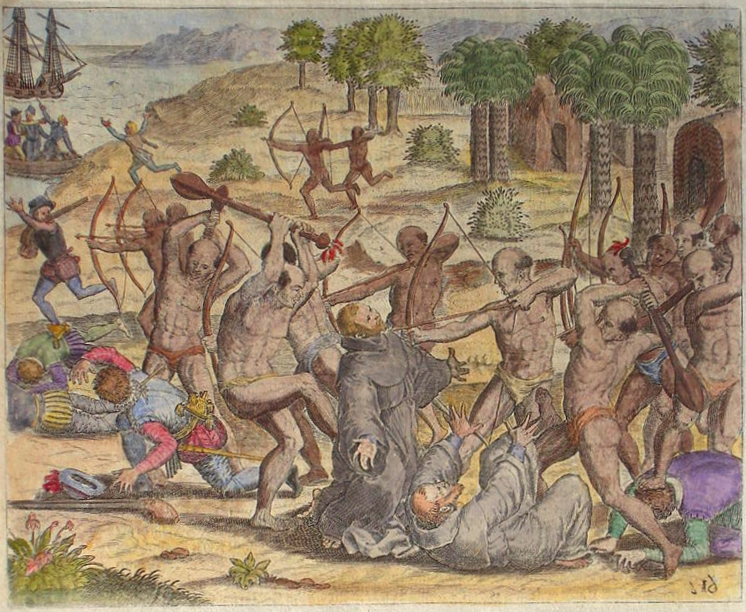
Az indiánok legyilkolják a ferenceseket Cumanában

1518-ban egyházjogi tanulmányokat folytat a dominikánusok valladolidi kollégiumában
Mivel ez idő tájt a Nagy-Antillákon már alig akadt túlélő bennszülött, ezért Las Casas új missziós célt keresett magának. I. Károly királyi káplánná nevezte ki, és 1520-ban a venezuelai partvidéket jelölte ki számára telepes és missziós területként. 1520 decemberében szállt hajóra az eddig földművelésből elő, a szegényebb néposztályból kikerült jövendő telepesekkel együtt. Útközben Kubában pihenőt tartottak, ezalatt a telepesei egy rabszolgaszerző expedícióhoz csatlakoztak.
Las Casas azonban nem engedte eltéríteni magát a kitűzött céltól: tovább utazott Venezuelába, ahol vendégként élt Cumanában egy ferences közösségben. Együtt művelték a szerzetesek földjét, s próbálták meggyőzni a bennszülötteket békés szándékukról. A békés missziós munkát azonban megzavarta a spanyol rabszolga-vadászok megérkezése. Mialatt Las Casas 1521 decemberében Spanyolország felé hajózott, hogy uralkodó támogatást szerezzen az újabb rablóhadjáratok megakadályozásához, az indiók megölték az otthon maradt szerzeteseket, mivel azt hitték, hogy azok összejátszanak a rabszolgavadászokkal. Ez eddigi terveinek végét jelentette; Las Casas kolostorba vonult.

## A kolostori évek (1522–1535)

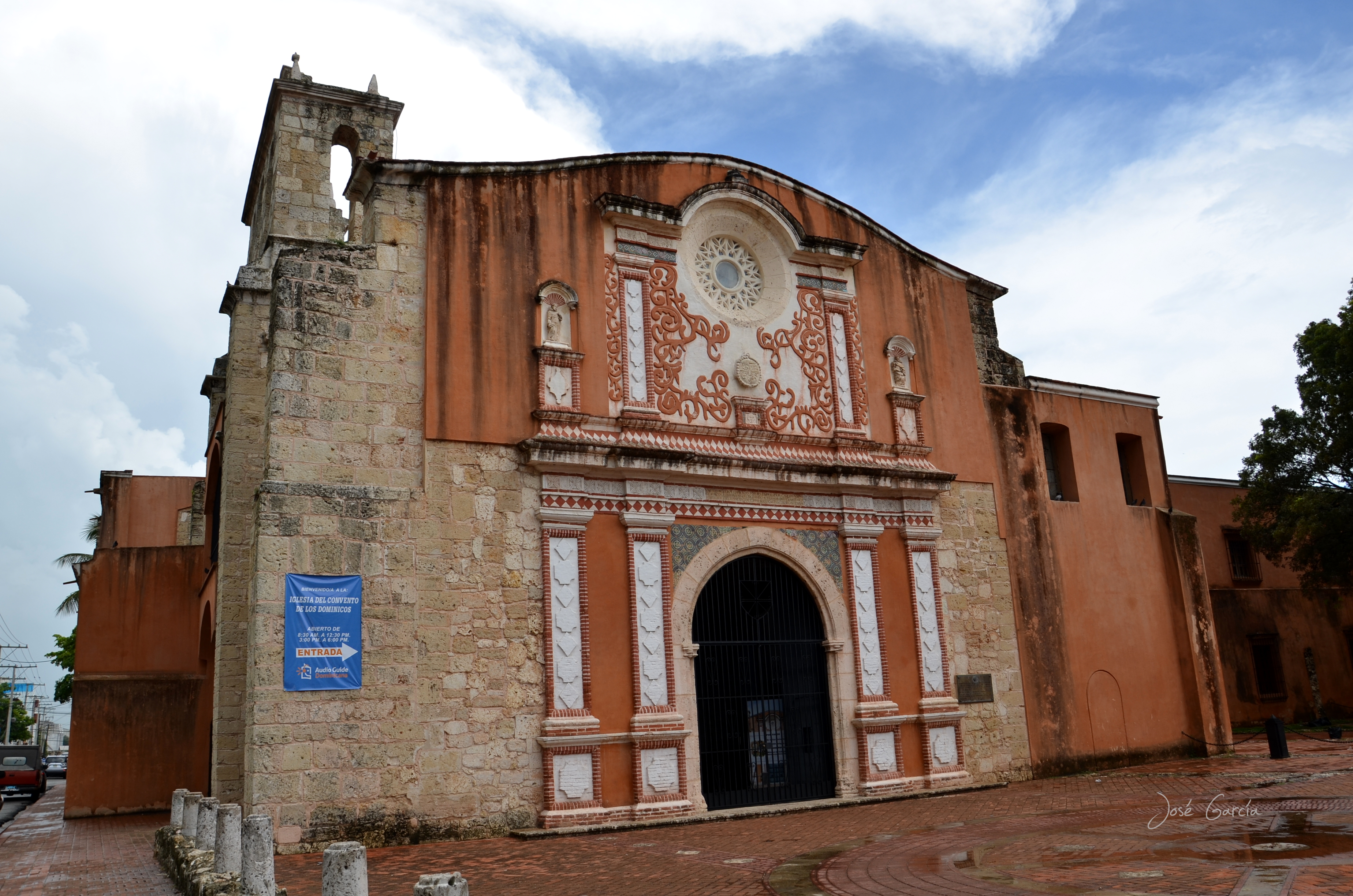
Domonkos rendház és templom, Santo Domingo

Las Casas 1522-ben belépett a dominikánusok rendjébe. A szerzetesi életet a Santo Domingóban működő noviciátusban kezdte meg. 1526-ban több szerzetestestvérrel együtt a Hispaniola nyugati partján fekvő Puerto Platába ment, hogy ott új konventet alapítsanak. Itt kezdte el írni az Historia című munkáját. 1527-ben ő lett a konvent priorja. Ezekben az években megtanulta a k'iche' indiánok nyelvét, hogy könnyebben kapcsolatba léphessen velük. 1534-ben tiltakozott a Nicaragua meghódítására indított háború ellen. Ismételten konfliktusba került a spanyol telepesekkel, mivel megtagadta a feloldozást azoktól, akik indiókat rabszolgaként tartottak és nem voltak hajlandók felszabadítani őket. Amikor így járt el egy olyan nagybirtokossal is, akit jó kapcsolat fűzött a királyhoz, visszarendelték a Santo Domingó-i kolostorba. Itt az időt arra használta, hogy tovább dolgozott az Historián és mellette teológiai és jogi tanulmányokat folytatott.

## Nicaraguában (1535–1536)
1535-ben Las Casas Panama püspökével együtt Peruba indult, arra a területre, amit három évvel korábban Francisco Pizarro hódított meg. Miközben Panamából Peru felé hajóztak, két és fél hónapig tartó teljes szélcsend állt be, és amikor minden készletük kifogyott, egy kis csónakban el kellett hagyniuk a hajót. Las Casasnak sikerült néhány túlélő társával együtt elérnie Nicaragua partjait. Gyalog jutott el Granadába, Nicaragua akkortájt legnagyobb városába. Ott jutott tudomására, hogy Peruban már alig maradt életben indián. Ezért nem folytatta tovább az útját Peruba, hanem Nicaraguában kezdett missziós tevékenységbe. Beszédeiben a háborúskodás és az indiánok kizsákmányolása ellen emelt szót. Levelet írt a királyi udvarba, melyben beszámol arról, hogy indiók tízezreit ejtették fogságba, majd tüzes billoggal megjelölve, eladták őket rabszolgának Peruba és Panamába. Teológiai és jogi érvekkel mutatta ki ennek az eljárásnak elfogadhatatlanságát.

## Guatemalában (1536–1540)
Mivel a fentiek miatt Las Casas ismét összetűzésbe került a spanyol telepesekkel, ezért szívesen fogadta Francisco Marroquín, Guatemala első püspökének a hívását, hogy náluk folytassa munkáját. Ezt olyan eredményesen tette, hogy hamarosan a püspök bizalmasa és helyettese lett. Itt írta meg a De único vocationis modo című munkáját a békés eszközöket alkalmazó misszió módszertanáról.

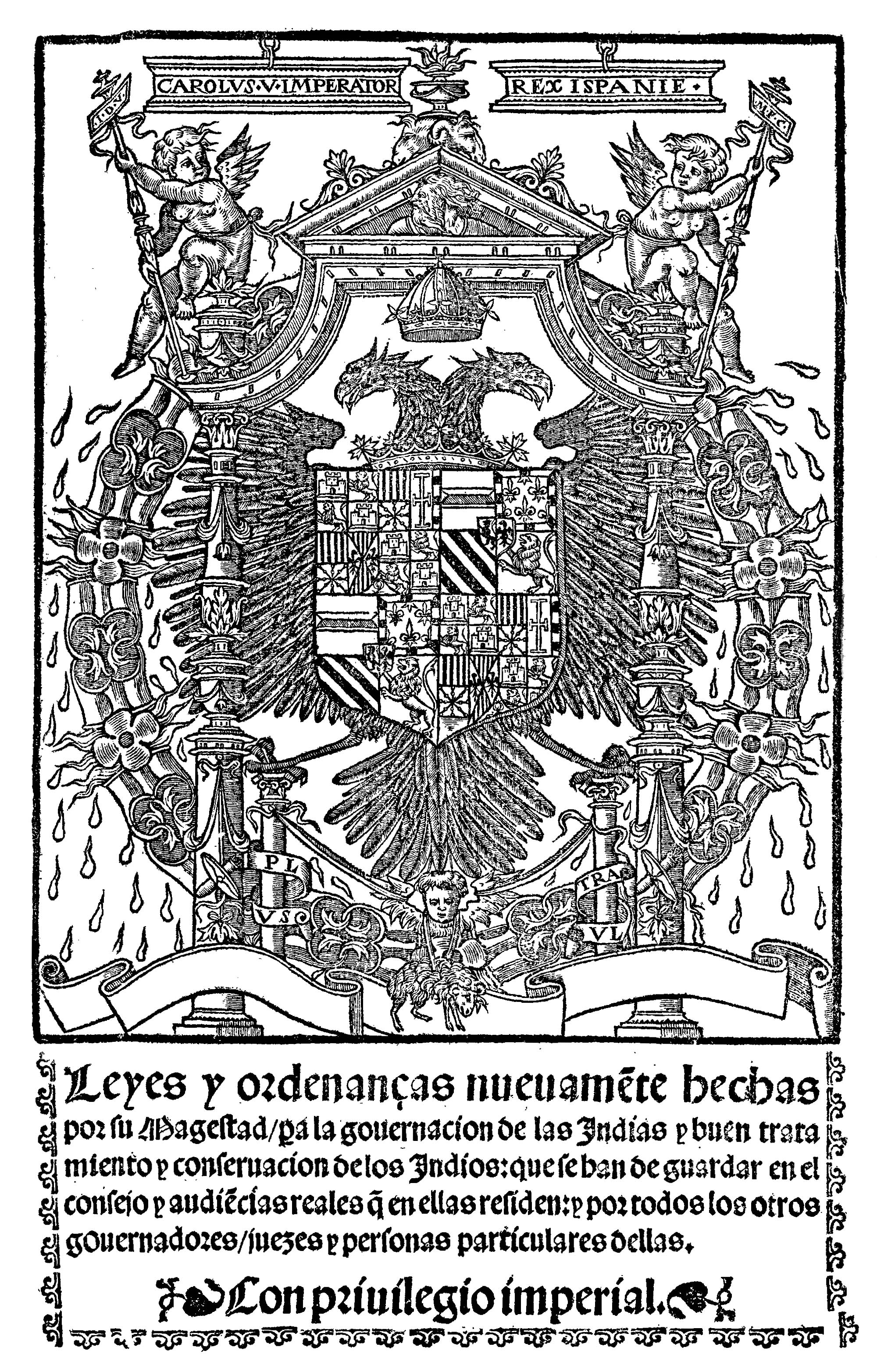
Az Új Törvények, 1542

1537-ben Las Casas szerződést írt alá a püspökkel, valamint Guatemala kormányzójával, amelyben engedélyezik neki és társainak, hogy hittérítő tevékenységet folytasson Tezulutlán vidékén, Guatemala északi részén. A szerződés kimondta, hogy más spanyol nem léphet e területre és nem viselhet háborút az indiók ellen, amennyiben Las Casasnak sikerül őket békés úton megtéríteni. Las Casas ezt a vidéket ezentúl nem Tezulutlánnak (háborús ország) nevezte, hanem Verapaznak, ami annyit jelent: „igazi béke”. Ezt az elnevezést máig őrzi az Alta Verapaz tartomány Észak-Guatemalában.
Ezúttal azonban saját rendjén belül ütközött ellenállásba. 1538-ban Mexikóba hívták egy káptalanra, onnan azonban az elöljárói nem engedték mindjárt vissza Verapazba. Azt vetették a szemére, hogy a misszionáriusok túl szabadon élnek Guatemalában, sértve a szerzetesi fegyelmet. Csak a következő évben sikerült visszatérnie és folytatnia a misszióját.
1540 tavaszán ismét Spanyolországba indult, hogy újra a császár segítségét kérje. Ekkor és ezért írta meg a császár részére a „Rövid beszámoló az Indiák elpusztításáról” című művét, azzal a céllal, hogy elérje a rabszolgaság és az encomienda-rendszer felszámolását.
Las Casas vitát kezdeményezett az udvarnál az indiókkal kapcsolatos bánásmódról. Ennek a disputának az eredménye lett egy 1542-ben kibocsátott királyi rendelet, amelyet Leyes Nuevasnak, Új Törvényeknek neveztek. Ez a rendelet tagadta, hogy az indiánok eleve rabszolgának születtek, s korlátozta az erőszakos fellépést ellenük, és a spanyol korona védelme alá helyezte a bennszülötteket.

## Chiapa püspökeként (1544–1546)

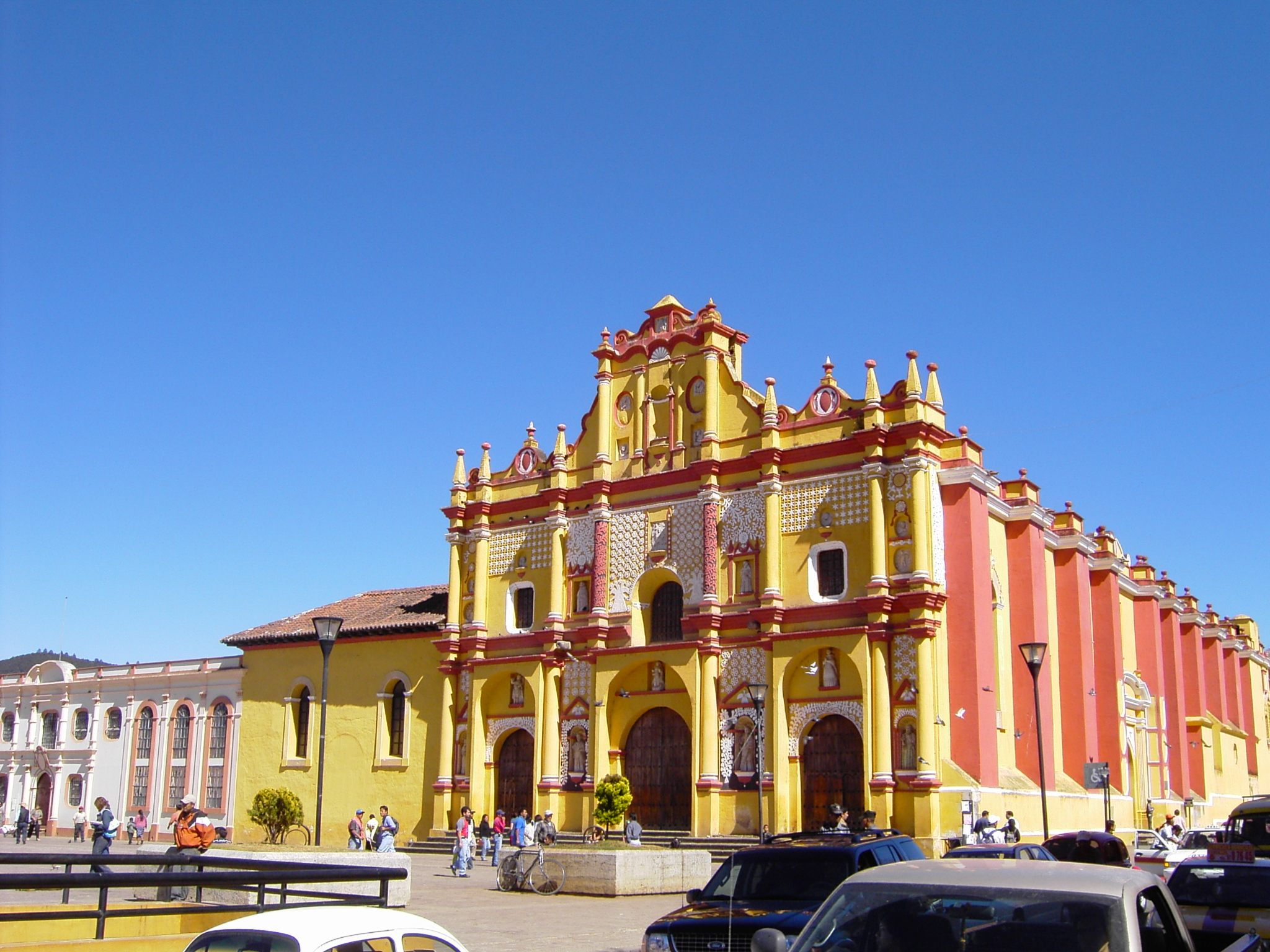
San Critóbal de las Casas székesegyháza

1543-ban V. Károly császár javaslatára a pápa Chiapai, mai nevén San Cristóbal de las Casas-i egyházmegye püspökévé nevezte ki Las Casast. 1544. március 30-án került sor a püspökké szentelésre Sevillában. Az új püspöknek sikerült elérnie, hogy egyházmegyéjéhez csatolják Tezulutlán, Lacandó és Soconusco tartományokat is. Így az eddigi missziósterülete, Verapaz is az ő püspökségéhez került. Végeredményben egyházmegyéje magába foglalta mai mexikói Chiapas szövetségi államot, az egész Yucatán-félszigetet és Guatemela északi részét. A püspöki cím tekintéllyel ruházta fel őt a telepesek szemében, és az is könnyítette helyzetét, hogy püspökként már nem volt alárendelve rendi vezetőinek. 1545-ben foglalta el püspöki székét a városban, melynek teljes neve Ciudad Real de los Llanos de Chiapa volt. 1848-óta a város egykori püspöke nevét viseli: San Cristóbal de las Casas.
Székfoglalása után kiadott egy „Tanácsok és szabályok a gyóntatók számára” című rendelkezést, amelyben megtiltotta papjainak, hogy feloldozzák azokat a spanyolokat, akik nem voltak hajlandóak szabadon bocsátani indiánjaikat. Felszólított az indiánoktól jogtalanul elvett javak visszaszolgáltatására, kilátásba helyezve az exkommunikációt, vagyis az egyházból való kizárást azoknak a telepeseknek, akik bántalmazzák a joghatóságuk alatt álló indiánokat.
A spanyol hivatalnokok és előkelők minden eszközzel igyekeztek akadályozni munkájában: őt tették felelőssé a Peruban kitört felkelésért és polgárháborúért. Ezért bevádolták a császárnál, és halállal fenyegették. Egyéves püspöki tevékenysége következtében annyi ellensége támadt saját honfitársai közül, hogy 1545 végén maga kérte a császártól és a pápától, hogy mentsék fel püspöki hivatalából.

## Az utolsó évek (1546–1566)

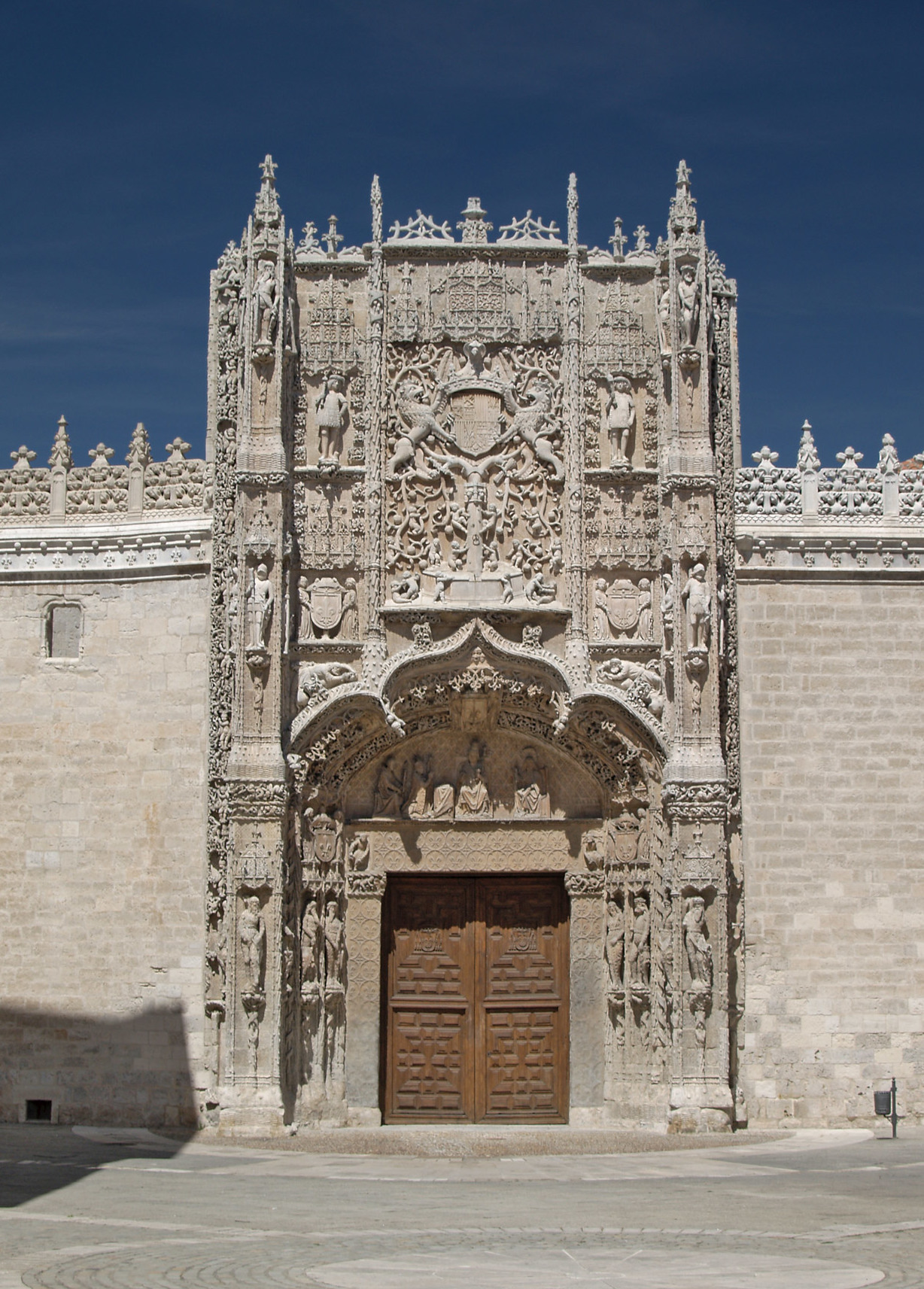
A Szent Gergely kollégium kapuja, Valladolid

1546-ban, 62 évesen indult utolsó hosszú hajóútjára. Spanyolországba megérkezvén egy ideig Fülöp herceg udvarában élt, és ismét az indiók prokurátora lett. Az udvarban néhány új művet is írt. Küldött lett az Indiák Tanácsában.
A pápa 1551-ben elfogadta lemondását a püspöki hivatalból. Las Casas ezután Valladolidban élt a domonkosok San Gregorio kolostorában. Itt ismét disputákat kezdeményezett az indiók helyzetéről. A két nagy disputára 1550-ben és 1551-ben került sor a Szent Gergelyről nevezett kollégiumában.
A spanyol hódítások ideológiai megalapozói szerint a spanyol király pápai felhatalmazás alapján rendelkezik az Újvilág és lakói felett. Ha ezek önként alávetik magukat a királynak, békében kell hagyni őket, de ha ellenállnak, igazságos háborút kell ellenük indítani. Alávetésük elvi alapja az, hogy alacsonyabb rendű lények, „születésüknél fogva rabszolgák” (servi a natura). Az indiánok rabszolgai állapota szellemi fejletlenségük következménye. Las Casas teológiai és természetjogi érvekkel cáfolta ezeket az állításokat.
E viták eredményeként az indiók helyzete nem sokat javult, de Las Casasnak annyit sikerült elérnie, hogy a császár átmenetileg felfüggesztette a hódításokat, és a következő hat évben valóban nem került sor újabb fölfedező utakra és területfoglalásokra.

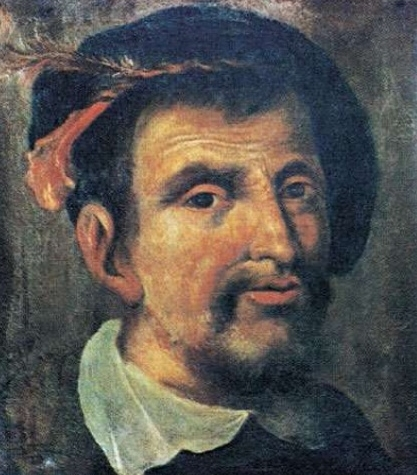
Fernando Kolombus (=Hernando Colón)

1551-ben Las Casas a király képviselőjeként vett részt rendjének Salamancában rendezett általános káptalanján. 1552-ben szülővárosába, Sevillába utazott, hogy misszionáriusokat toborozzon az Újvilágba. Itt rendszeresen látogatta Fernando Kolumbus könyvtárát (Biblioteca Colombina), és újra dolgozni kezdett élete nagy művén, az Historia de las Indias című könyvön. 1553-ban tért vissza a San Gregorio kollégiumba. Nagyszabású művét, az Historiát végül 1561-ben fejezte be.
1556-ban az Indiák Tanácsa korlátozó intézkedéseket adott ki a jövőbeli fölfedező utak révén spanyol fennhatóság alá kerülő területekre vonatkozóan. Így az új területeket innentől kezdve csak misszionáriusok jelenlétében lehetett elfoglalni, s azokon közvetlenül a korona alá tartozó falvakat (pueblos de Indios) ill. templom köré csoportosított falvakat (pueblos de reducción) kellett létrehozni. Ezzel próbálták védeni az indiánokat a helyi konkvisztádoroktól, azok önkényeskedéseitől.
Las Casas 1566-ban, nyolcvanéves korában hunyt el a madridi Nuestra Señora de Atocha dominikánus kolostorban. Sírjának pontos helye ismeretlen.

## Jelentősége
Las Casast úgy szokták emlegetni, mint az emberi jogok egyik első védelmezőjét. Mindenesetre ebben a tevékenységében nem jogfilozófiai meggondolások vezették, hanem az Evangélium tanítása. Azt a művet folytatta, amit egy sor ferences, pálos és dominikánus szerzetes már korábban megkezdett az Újvilágban. A spanyol hódítók szemléletmódjával és cselekedeteivel szembeszállva tiltakozott az indiánok leigázása és rabszolgasorsba vetése ellen. Köztük élt, és beszélte a nyelvüket. Kezdetben az volt a fő célja, hogy az indiánokat békés úton a keresztény hitre térítse, később azonban azt tekintette legfontosabb feladatának, hogy az indiók jogait védje a spanyol hódítók erőszakos cselekedeteivel szemben. Ezzel valójában megkérdőjelezte az egész spanyol hódítás és gyarmatosítás jogszerűségét.
Felbecsülhetetlen a jelentősége krónika-íróként. Neki köszönhetjük a spanyol hódítások egyik legkorábbi és legrészletesebb leírását, kezdve Hispaniola Kolumbusz általi meghódításától egészen Peru elfoglalásáig. Művei szinte naplóját adják Latin-Amerika felfedezés-történetének. Mindezt mind kortárs és mind szemtanú nagy hitelességgel rögzítette.
Sokat köszönhet neki az etnográfia is. Feljegyzései számos hiteles információt őriztek meg az indiánok, a spanyol hódítók és az akkori misszionáriusok életmódjáról, szokásaikról. A néprajzosok számára kiemelkedő jelentőségűek a taino indiánokról szóló leírásai.
Méltatói felhívják a figyelmet arra, hogy Las Casas eszméi és módszerei hatással voltak a későbbi jezsuita misszióstelepek, a redukciók kialakulására, és visszhangoztak a 20. században kibontakozó felszabadítás teológiájában is.
A Római Katolikus Egyházban szentté avatása folyamatban van.

## Írásai
- Historia de la destrucción de las Indias
- De único vocationis modo, conocida en español como Del único modo de atraer a todos los pueblos a la verdadera religión, 1537
- Brevísima relación de la destrucción de las Indias, Magyar nyelven: Rövid beszámoló az Indiák elpusztításáról, Paulus Hungarus / Kairosz, Budapest, 1999
- Los dieciséis remedios para la reformación de las Indias
- Apologética historia sumaria
- De thesauris
- Treinta proposiciones muy jurídicas

### Magyarul
- Rövid beszámoló az Indiák elpusztításáról; utószó Wojciech Giertych, ford. Zsom Dorottya; Paulus Hungarus–Kairosz, Bp., 1999

## Fordítás
- Ez a szócikk részben vagy egészben  a   Bartolomé de las Casa című német Wikipédia-szócikk fordításán alapul.  Az eredeti cikk szerkesztőit annak laptörténete sorolja fel. Ez a jelzés csupán a megfogalmazás eredetét és a szerzői jogokat jelzi, nem szolgál a cikkben szereplő információk forrásmegjelöléseként.